# (33485) 1999 GE8
1999 GE8 (asteroide 33485) é um asteroide da cintura principal. Possui uma excentricidade de 0.08180960 e uma inclinação de 6.07611º.
Este asteroide foi descoberto no dia 9 de abril de 1999 por LONEOS em Anderson Mesa.